# أليستير براونينج
أليستير براونينج (بالإنجليزية: Alistair Browning)‏ هو ممثل نيوزيلندي، ولد في 8 فبراير 1954 في دنيدن في نيوزيلندا، وتوفي في 2 يونيو 2019 في بالميرستون نورث في نيوزيلندا بسبب سرطان.

## أعمال

### أفلام
- (1983) عيد ميلاد مجيد سيد لورانس

## وصلات خارجية
- أليستير براونينج على موقع IMDb (الإنجليزية)
- أليستير براونينج على موقع قاعدة بيانات الفيلم (الإنجليزية)